# Vũ Thành Tự Anh
Vũ Thành Tự Anh (sinh năm 1973, quê quán ở Hà Nội) là tiến sĩ kinh tế học người Việt Nam. Ông là Giám đốc Trường Chính sách công và quản lý, Đại học Fulbright tại Thành phố Hồ Chí Minh, nhà nghiên cứu cao cấp tại trường Quản lý Nhà nước Harvard Kennedy. Ông còn là thành viên Nhóm chuyên gia kinh tế của Ủy ban Kinh tế của Quốc hội Việt Nam, thành viên Tổ tư vấn Kinh tế của Thủ tướng Nguyễn Xuân Phúc nhiệm kì 2016–2021. Ông chuyên nghiên cứu về kinh tế phát triển, chính sách công nghiệp, và kinh tế học thể chế.

## Tiểu sử
Vũ Thành Tự Anh từng học chuyên toán cấp 1 và cấp 2 ở Trường trung học cơ sở Chu Văn An, Hà Nội.
Cấp 3 ông học chuyên toán tại Trường Trung học phổ thông chuyên Hà Nội – Amsterdam.
Ông có bằng cử nhân về kinh tế và quản trị của Trường Đại học Thương mại (Việt Nam).
Ông có học vị thạc sĩ kinh tế của trường Boston College, Hoa Kỳ.
Vũ Thành Tự Anh nhận học vị tiến sỹ kinh tế học từ trường Boston College, Hoa Kỳ. Chủ đề luận văn tiến sĩ của ông là "Kinh tế chính trị học của cải cách kinh tế ở Việt Nam". Luận án này là luận án xuất sắc nhất năm trong khối ngành khoa học xã hội và nhân văn của trường Boston College.
Từ năm 2013 đến năm 2015, ông là Visiting Research Scholar (học giả nghiên cứu) của Chương trình Oxford - Princeton Global Leaders Fellows Programme của Đại học Oxford và Đại học Princeton.
Ngày 28 tháng 7 năm 2017, Tổ Tư vấn kinh tế của Thủ tướng Chính phủ Việt Nam Nguyễn Xuân Phúc được thành lập theo Quyết định 1120/QĐ-TTg, ông là một trong 15 thành viên.
Vũ Thành Tự Anh là thành viên của Hội đồng khoa học Đại học Quốc gia Thành phố Hồ Chí Minh.
Hiện nay, ông là Giám đốc Trường Chính sách công và Quản lý Fulbright của Đại học Fullbright.

## Dịch Covid-19 tại Thành phố Hồ Chí Minh
Cuối tháng 6/2021, Nhóm nghiên cứu của Đại học Fulbright Tp. Hồ Chí Minh do ông Vũ Thành Tự Anh làm trưởng nhóm dự đoán rằng dịch Covid-19 ở Tp. Hồ Chí Minh đã gần đạt đỉnh vào cuối tháng 6-2021 và đầu tháng 7-2021. Nhóm này đưa ra 4 kịch bản về áp dụng chính sách kiểm soát dịch, trong đó có 2 kịch bản áp dụng Chỉ thị 10 của Tp. HCM và Chỉ thị 16 của Chính phủ và từ đó kết luận dịch bệnh sẽ suy giảm và kết thúc vào tháng 8-2021. Tổng số ca của cả đợt dịch được nhóm Fulbright dự đoán là khoảng 7.000–11.000 ca, kể từ đầu tháng 8/2021 sẽ chỉ còn rải rác vài ca/ngày và dịch sẽ kết thúc vào cuối tháng 8/2021. Dựa trên dự đoán này, ông Vũ Thành Tự Anh tư vấn cho chính quyền Tp. Hồ Chí Minh rằng chỉ cần áp dụng Chỉ thị 10 là đủ để chống dịch bệnh mà không ảnh hưởng đến kinh tế, không cần áp dụng Chỉ thị 16 nghiêm ngặt hơn của Chính phủ.
Tuy nhiên, tính đến ngày 4/8/2021, Thành phố Hồ Chí Minh đã có hơn 105.500 trường hợp nhiễm COVID-19, số người nhiễm bệnh lên tới hàng nghìn ca mỗi ngày mà vẫn chưa thấy đỉnh dịch. Từ Tp. Hồ Chí Minh, dịch bệnh đã lan ra toàn bộ 63 tỉnh thành tại Việt Nam. Tính đến ngày 30 tháng 3 năm 2025, Việt Nam đã có 11.414.359 ca nhiễm và 43.117 ca tử vong được công bố chính thức. Nơi chịu hậu quả nặng nhất chính là Tp. Hồ Chí Minh với 19.984 ca tử vong.

## Công trình nghiên cứu
Ông có các công trình nghiên cứu về chính sách kinh tế Việt Nam, tiêu biểu là:
- Cổ phần hóa Việt Nam – khúc dạo đầu của cuộc trường chinh
- Việt Nam – phân cấp trong bối cảnh chia cắt thể chế đề cập tới hạn chế trong phân cấp ngân sách và hành chính hơn là phân cấp chính trị
- Gia nhập WTO và kinh tế chính trị trong cải cách doanh nghiệp Nhà nước ở Việt Nam